# Роговий Артем Анатолійович
Артем Роговий (нар. 1988 р. в Харківській області в селищі Кегичівка) — український художник, член НСХУ.

## Життєпис
Освіта — у 2004 закінчив 9 класів загальноосвітньої школи. У 2008 р. закінчив Харківське художнє училище з відзнакою і вступив до Харківської державної академії дизайну і мистецтв, на спеціальність «Реставрація станкового і монументального живопису». Навчаючись в академії на четвертому курсі отримав гран-прі у конкурсі з композиції «Миттєвості життя».
Участь у художніх виставках почав приймати з 2009 року. У 2011 став членом МХО НСХУ. У 2012 відбулася перша персональна виставка художника — в мистецтвознавчому центрі «АКАДЕМІЯ». Надалі брав участь у таких виставках і аукціонах картин:
- 2013 р. — персональна виставка «13» у КПЦ «Будинок Нюрнберга», м. Харків
- 2014 р. — персональна виставка «Моя Хата», галерея «Костюринський провулок», м. Харків.
- 2014 р. — участь у виставці «Realism Without Borders», «California Museum of Fine Art», Los Angeles, USA.
- 2015 р. — участь у колективній виставці «ДЕГРАЖ», галерея «АВЄК», «Фонд Олександра Фельдмана», м. Харків.
- 2015 р. — участь у благодійному аукціоні «Лінія милосердя», « Єрміловцентр» м. Харків.

У творчості переважають українські сільські мотиви.